# Курбан

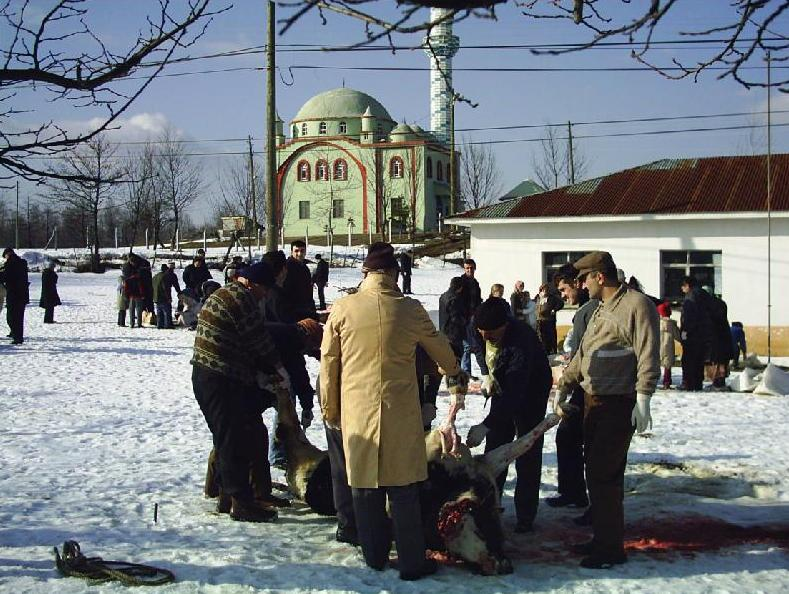
Жертвоприношення на Курбан-байрам

Курба́н (араб. قربان‎) або удхія (أضحية) — ритуальне жертвоприношення тварини в ісламі, яке відбувається на свято Курбан-байрам. Крім того мусульмани приносять жертву з нагоди народження дитини (акіка), а також для присяги (назр курбан).